# Giro frontal inferior

Giro frontal inferior (em vermelho)

Giro frontal inferior é um giro do lobo frontal do cérebro humano. Sua margem superior é o sulco frontal interior, sua margem inferior é a fissura lateral, e sua margem posterior é o sulco pré-central inferior. Acima dele está o giro frontal médio, e por trás o giro pré-central.